# 教科書番号

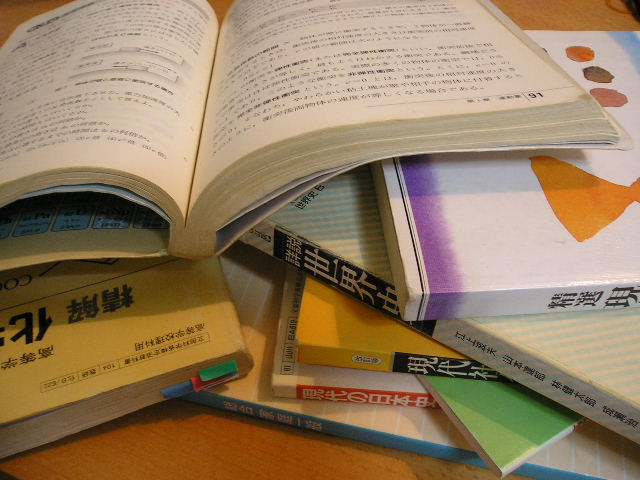
教科書番号が付された教科書

教科書番号（きょうかしょばんごう）は、日本において教科書を特定するために文部科学省が検定後の教科書に付与した番号である。
教科書の表紙には、発行者番号（発行者の番号）、出版社名（発行者の略称）、教科名（教科書の記号）、教科書番号（教科書の番号）が記載されている（カッコ内は文部科学省における呼称）。
教科書番号は、購入する教科書を特定するためや、教科書に対応した教科書ガイドを特定するためにも用いられている。

## 桁数
教科書番号の桁数については、検定年や学校種別によって異なる。
- 1976年検定以前はさまざま（3桁～7桁）
- 1977年検定から2023年検定までは3桁（3桁の数字）
- 2024年以降の検定の中学校は6桁（3桁の数字 - 2桁の数字）
- 2024年以降の検定の高等学校は7桁（3桁の数字 - 3桁の数字）
- 注：2024年、2025年検定の小学校教科書の検定分はない